# Lepidothenea incrustans
Lepidothenea incrustans är en svampdjursart som först beskrevs av Arthur Dendy 1924.  Lepidothenea incrustans ingår i släktet Lepidothenea och familjen Phymaraphiniidae. Inga underarter finns listade i Catalogue of Life.